# The Stranger (film fra 2025)
The Stranger er en dansk spillefilm fra 2025, der er instrueret af Simon Staho. Filmen var Simon Stahos første spillefilm i mere end 10 år, efter at han sidst præsenterede filmen Miraklet i 2014. Han havde arbejdet på filmen i mere end seks år inden dens premiere. Undervejs havde den arbejdstitlen Den danske racekrig.

## Handling
“The search for a definition of the Other, or of Others, is the most important problem there is.” –Paul Valéry, “Notebooks”, 1942.
Filmen er en blanding af fiktion og fakta. Den tager afsæt i de stigende globale spændinger i verden som flygtningekriser, terrorisme, fremmedhad og politisk polarisering  og undersøger de menneskelige mekanismer, der driver både frygten og fascinationen for det ukendte.
Er fredelig sameksistens mulig, eller er voldelig konfrontation uundgåelig? Måske ligefrem nødvendig?
Filmen undersøger sammenstødet mellem religiøs radikalisering på den ene side og på den anden side racisme, intolerance, ligusterhæk-fascisme, Vestens paranoia og den moderne angst som foranlediges af virkelighedens stadig mere tilspidsede spændingsforhold, af krigsførelse og terrorangreb, af Europas aktuelle politiske vinde og af informationssamfundets uophørlige skrækscenarier.
Den Fremmede handler om race, racisme og racekonflikt og om mødet med de(t) fremmede - et møde der til alle tider gennem historien har skabt konflikt mellem mennesker.
Staho fortalte selv om sin film, at han med den ønskede at stille spørgsmålet om, hvorfor mennesker har så svært ved at forholde sig til folk, der ikke ligner dem selv, og hvorfor verden bliver opdelt i 'os' og 'dem', så mødet med det fremmede så ofte bliver eksplosivt.

## Medvirkende
- Slimane Dazi
- Emma Sehested Høeg
- Karim Rashed
- Basim Sabah Albasim